# Кабан
Каба́н (лат. Sus scrofa), или вепрь, или ди́кая свинья́, — парнокопытное млекопитающее из рода кабанов семейства свиных, одно из самых распространённых видов семейства свиных на Земле. Является предком домашней свиньи.

## Этимология
Слово «кабан» является тюркизмом, заимствованным в русский язык в конце XVI века. Тюркское kaban с таким же значением восходит к корню kab- со значением «поднимать, набухать; толстый, круглый».
Другое обозначение животного — «вепрь» — является общеславянским, (праслав. *veprь), родственно латыш. vepris («кастрированный боров»). Существуют две точки зрения на происхождение этого слова. По одной версии, оно восходит к изначальной форме пра-и.е. *u̯epro-, *epro-, откуда, например, следует лат. aper с таким же значением. По другой версии, слово сближается с лат. veрres (терновник), и в этом случае наблюдается семантическая связь между колючей кабаньей щетиной и терном.
Поло-возрастное обозначение особей соответствует таковому и у домашних свиней, однако иногда употребляются такие слова, как «кабаниха» (самка) и «кабанёнок» (детёныш, мн. ч. — «кабанята»). Самцы возрастом от пяти-семи лет, а иногда и просто взрослые самцы, называются секачами (ед. число — сека́ч) ввиду наибольшей развитости клыков, которыми он может «сечь», «рубить» врага в этом возрасте. Кроме того, употребляются особые возрастные наименования: так, писатель и городской голова Барнаула и Екатеринбурга Александр Черкасов в своём труде «Записки охотника восточной Сибири» упоминает, что восточносибирские охотники XIX века называли двухлетних кабанов «лонскими поросятами», трёхлетних — «третьяками», четырёхлетних — «малыми секачами», а возрастом от пяти лет и выше — «матёрыми секачами». Подробная поло-возрастная классификация кабанов есть и в среде немецких охотников.

## Общая характеристика

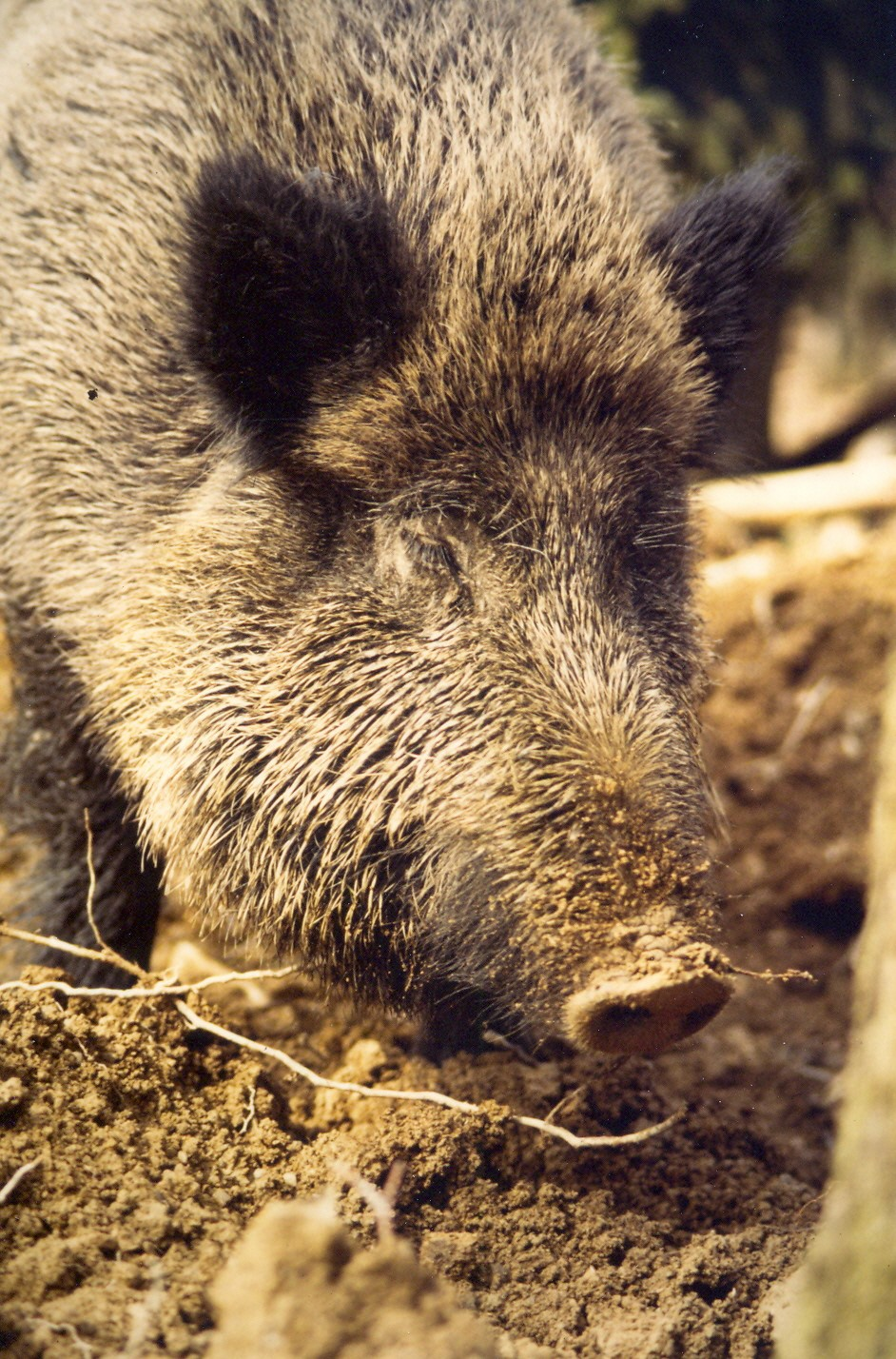
Рыло кабана

Кабан — всеядное парнокопытное нежвачное млекопитающее из рода кабанов (Sus).
Кабан — крупное животное, в частности и для семейства свиных. Длина тела обычно до 175 см, высота в холке до 1 м. Масса взрослого кабана обычно не превышает 100 кг, хотя может достигать 150—200 кг. Ярко проявляется половой диморфизм — самки меньше: длина тела самцов достигает 148—227 см, высота в холке — 78-118 см; в то время как у самок длина тела — 127—173 см высота в холке от 60 до 90 см. Как правило, самцы набирают массу 90-270 кг, а кабанихи — 60-130 кг. Изредка в Восточной Европе попадаются особи массой до 275 кг, а в Приморье и Маньчжурии — до 350 кг (300—320 кг). Постоянно растущие верхние и нижние клыки, торчащие изо рта вверх, у самцов гораздо более развиты, чем у самок. Длина нижних клыков самцов достигает 59-123 мм (иногда попадаются особи и с клыками в 250 мм в длину), а у самок — 26-38 мм. С возрастом размер клыков увеличивается.
Телосложение кабана — плотное и массивное, туловище несколько приплюснуто с боков (такая особенность строения туловища называется лещеватостью), перед туловища развит сильнее, нежели зад. На массивной, толстой и короткой шее расположена большая клиновидная голова (занимающая примерно треть всей длины тела) с длинными широкими ушами, маленькими глазами и мощным выдающимся вперёд рылом с подвижным пятачком, хорошо приспособленным для рытья. Взрослый кабан может прорыть своим рылом мёрзлый грунт на глубину 15—17 см. Хвост прямой и тонкий, длиной 20—25 см, с кистью волос на конце. Увлечённый едой, кабан, как и домашняя свинья, машет своим хвостом, и только отвлёкшись на что-то постороннее, перестаёт это делать. Чаще всего хвост прямой, однако он может быть и закрученным, как и у многих домашних свиней. От домашней свиньи кабан отличается более коротким и плотным телом, более толстыми и высокими ногами; кроме того, голова у кабана длиннее и тоньше, уши длиннее, острее и притом стоячие (в то время как у свиней уши могут быть и висячими). Однако данные характеристики применимы прежде всего к современным свиньям, в старину породы домашних свиней по своим внешним характеристикам были более приближены к своему дикому предку: обладали коротким телом, высокими ногами, лещеватым туловищем (в частности, такими ещё в 1870-е годы были аборигенные свиньи Смоленщины), а также обильной щетиной. Воссозданный облик средневековых свиней имеет порода, выведенная в конце XX века в Германии, и селекционная работа опиралась, в частности, на творчество Альбрехта Дюрера. Одомашненные кабаны при откорме могут набрать жира в задней части тела, что усиливает их сходство с домашними свиньями.
Упругая и грубая щетина, кроме нижней части шеи и задней части живота, образует на спине что-то вроде гривы с гребнем, который топорщится при возбуждении животного. Длина волос на хребте иногда достигает 12 см. Зимой под длинными остевыми волосами щетины (расщепляющихся на концах) растёт густая и мягкая подпушь, которая короче остевых волос. Летом подпушь пропадает, а остевые волосы редеют (из-за чего возможно увидеть тёмную кожу). Окрас щетины изменчив — от светло-коричневого и желтоватого до почти чёрного. Чаще всего щетина чёрно-бурого цвета с примесью желтоватого, подшерсток буровато-серый, благодаря этому общая окраска серо-чёрно-бурая, морда (в частности пятачок), хвост, нижняя часть ног и копыта — чёрные. Пёстрые и пегие экземпляры редки и их считают потомками одичавших домашних свиней. Цвет щетины может различаться в зависимости от возраста и места обитания: если в Беларуси встречаются чисто чёрные кабаны, то в районе озера Балхаш — очень светлые, почти белёсые. Известны случаи кабанов-альбиносов. Линька происходит с конца апреля по июнь, зимний волосяной покров отпадает, и летом-осенью отрастает новый. Смена волос начинается с головы и копыт, заканчиваясь на верхней части боков. У старых секачей перед гоном на спине и по бокам, в области лопаток образуется калкан — мозолевидное образование из подкожной хрящевидной ткани шириной примерно 4 см, служащее чем-то вроде брони. Во время гона калкан предохраняет бока животного от ударов клыков другого самца во время драки за самку.

## Генетика
В кариотипе насчитывается 36—38 хромосом и 60 плеч аутосом. Изучение митохондриальной ДНК показало, что дикие кабаны возникли где-то на островах Юго-Восточной Азии, например на территории современной Индонезии или Филиппин, откуда затем распространились по материковой Евразии и Северной Африке, постепенно вытеснив близкородственный вид Sus strozzi — крупное, адаптированное к жизни на болоте, животное, от которого, видимо, происходит яванская свинья. Древнейшие окаменелости этого вида относятся к раннему плейстоцену. Ближайший родственник — бородатая свинья, встречающаяся на Малайском полуострове и ряде индонезийских островов.

## Распространение,ареал

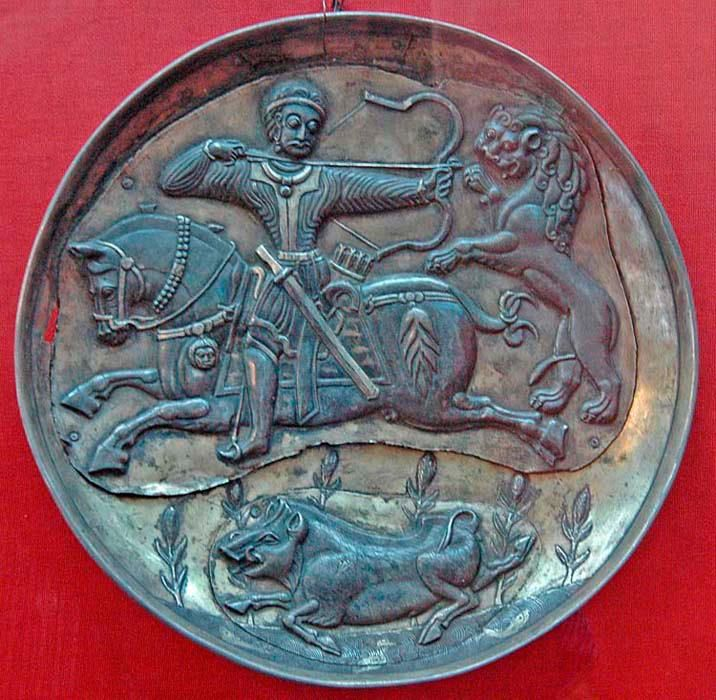
Охота на кабана, сасанидское блюдо

Ареал кабанов самый широкий среди всего семейства свиней и один из широчайших среди наземных млекопитающих. Дикие кабаны водятся в широколиственных (буковых и дубовых) и смешанных лесах материковой Средней Европы (от Атлантики до Урала); в Средиземноморье, включая также отдельные районы Северной Африки, в том числе горы Атлас и Киренаику (в древности его ареал доходил вдоль долины Нила до Хартума на юге); в степных районах Евразии, Средней Азии, на северо-востоке Передней Азии; на севере ареал кабана доходит до тайги и 50° с. ш. (исторически доходил до Ладожского озера на 60° с. ш., затем проходя по диагональной линии Новгорода и Москвы, пересекая Уральские горы на 52° с. ш. и выйдя на Западно-Сибирскую равнину на 56° с. ш., прежде чем повернуть на юг на Барабинской низменности; хотя к середине 1980-х годов верхняя граница ареала доходила до 62-63° с. ш. в европейской части СССР и до 57° с. ш. в азиатской); на востоке — через Таримскую впадину, горы Танну-Ола и Забайкалье до Амура в северном направлении и Гималаев в южном, включая территории Китая, Кореи, Японии и Больших Зондских островов в Юго-Восточной Азии. Кроме материковых, существовали и островные популяции, в том числе на Британских островах, Корсике, Сардинии, нескольких островах в Эгейском и Ионическом морях, Шри-Ланке, Суматре, Яве и мелких островах Ост-Индии, Тайване, Хайнане, Рюкю, Японских островах и Сахалине, где сохранились ископаемые остатки кабанов.
За этими пределами (в отдельных регионах Южной Азии, в Южной и Центральной Африке) его заменяют родственные виды (большая лесная свинья, африканский бородавочник, бородатая свинья, бабирусса, карликовая свинья, яванская свинья и т. д.).

### Изменения в ареале

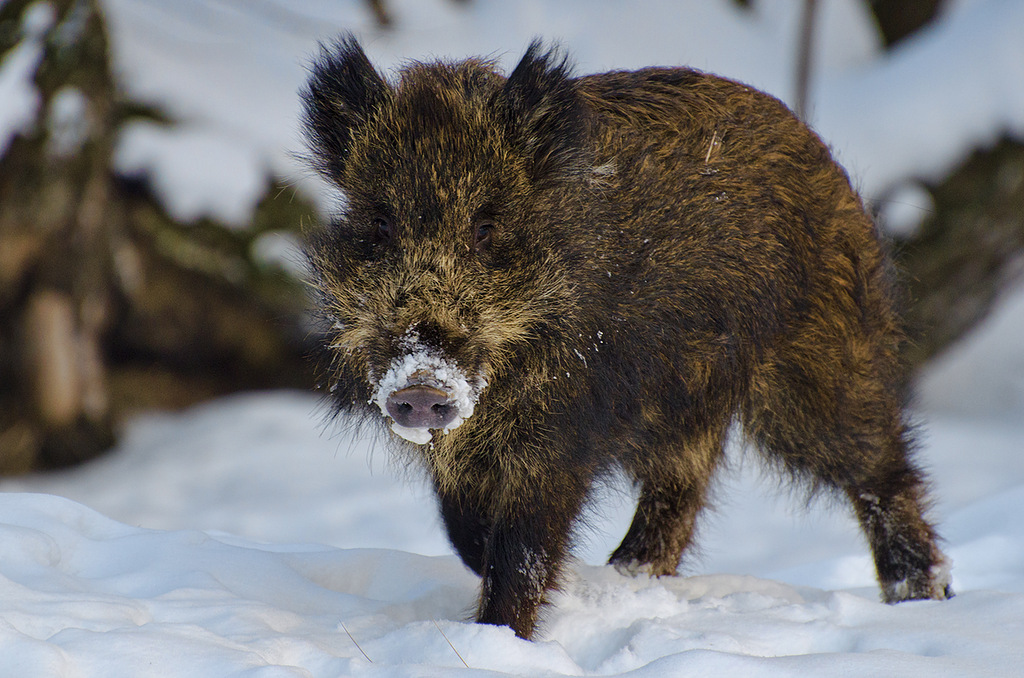
Кабан в Волгоградской области

В древности ареал кабана был значительно шире современного. В Средней Европе и на Ближнем Востоке он прежде водился практически повсеместно, теперь во многих местах истреблён из-за бесконтрольной охоты. Так, в Ливии кабаны исчезли к 1880-м годам. Последний кабан в Египте, где они были весьма распространены в эпоху фараонов, умер в зоопарке Гизы в декабре 1912 года, тогда как дикие популяции вымерли в 1894—1902 годах. Принц Камиль эль-Дин Хусейн попытался заново заселить Вади-Натрун кабанами, завезёнными из Венгрии, но их вскоре истребили браконьеры. Аналогичная ситуация сложилась и в Скандинавии (в Дании кабанов не стало в XIX веке), на значительных территориях бывшего СССР и северной Японии, а также по всей Великобритании, где они исчезли в XIII веке, хотя их охраной озаботился ещё Вильгельм Завоеватель, постановив в 1087 году за незаконное убийство кабана ослеплять охотника, а в XVII столетии по указу короля Карла I была предпринята попытка реинтродукции кабанов в Англию, сведённую на нет гражданской войной.
В середине XX века началось частичное восстановление популяций диких кабанов, особенно на территории СССР — к 1960 году они снова водились в Ленинградской и Московской областях, а к 1975 году достигли Астрахани и даже Архангельска. К середине 1980-х годов популяция кабанов в СССР насчитывала 400 тысяч голов. В 1970-х годах кабаны вновь появились в Дании и Швеции, даже в Англии в 1990-х годах в дикой природе появились группы завезённых с материка кабанов, сбежавших со специализированных ферм. Популяцию британских кабанов предлагали повторно ликвидировать; журналист и экоактивист Джордж Монбио выступил против и просил провести тщательное исследование популяции. В настоящее время популяция кабанов стабильна в большинстве районов Евразии, где они сохранились. В отдельных областях Монголии плотность популяции фиксировалась на уровне 0,9 особей на 1000 га (в 1982 году) и даже 1—2 особи на 1000 га (в 1989 году в Хангайских горах).

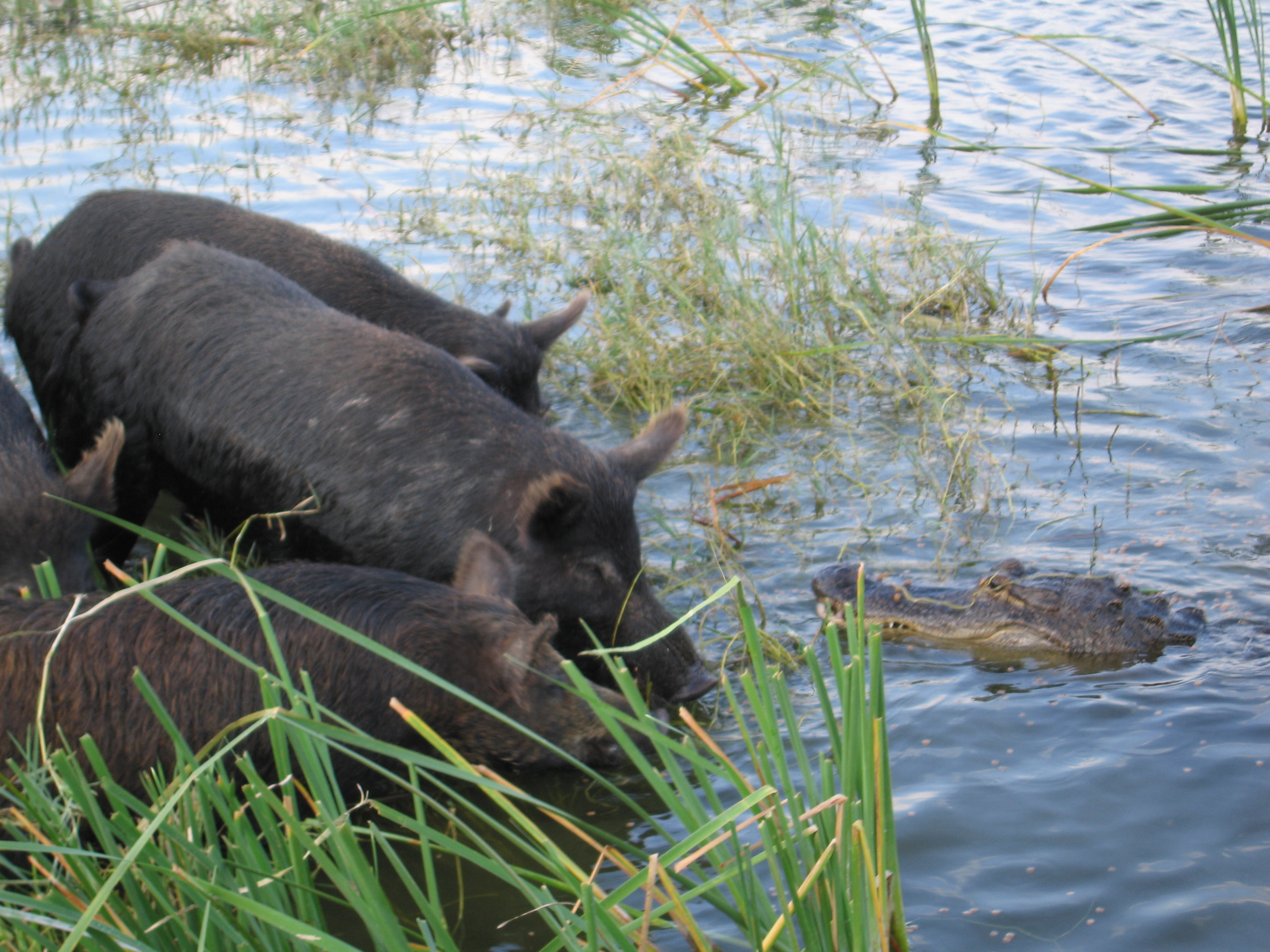
Рейзорбеки и аллигатор, Флорида

При этом расширенный с помощью человека ареал охватывает среды от полупустынь до тропических дождевых лесов, включая тростниковые джунгли, мангровые леса, сельскохозяйственные угодья. Впрочем, созданные людьми гибриды европейских кабанов и домашней свиньи, становясь бездомными, в новых местах обитания также становятся экологической угрозой и вредят сельскохозяйственным посадкам (они входят в сотню наиболее вредоносных животных). Особенно это касается Южной Америки от Уругвая до бразильских штатов Мату-Гросу-ду-Сул и Сан-Паулу, где они называются javaporcos.
В Северную Америку европейские кабаны завезены человеком как объект охоты и распространились в дикой природе наряду с рейзорбеками — одичавшими домашними свиньями, которые встречаются здесь с начала европейской колонизации. Первые 13 диких кабанов, закупленных для США, были приобретены Остином Корбином у немецкого торговца животными Карла Хагенбека и выпущены в округе Салливан в 1890 году. Самая успешная североамериканская интродукция кабанов произошла в штате Северная Каролина в 1913 году. В Австралии одичавшие свиньи по образу жизни сходны с кабанами.
В России кабан водится на значительных территориях Европейской части России (кроме северо-восточных тундровых и таёжных районов), на Кавказе, в Южной Сибири; на Тянь-Шане он восходит до 3600-4000 м (для сравнения: на Кавказе — до 3000 м, в Пиренеях — до 2400 м, в Карпатах — до 1900 м).

### Подвиды

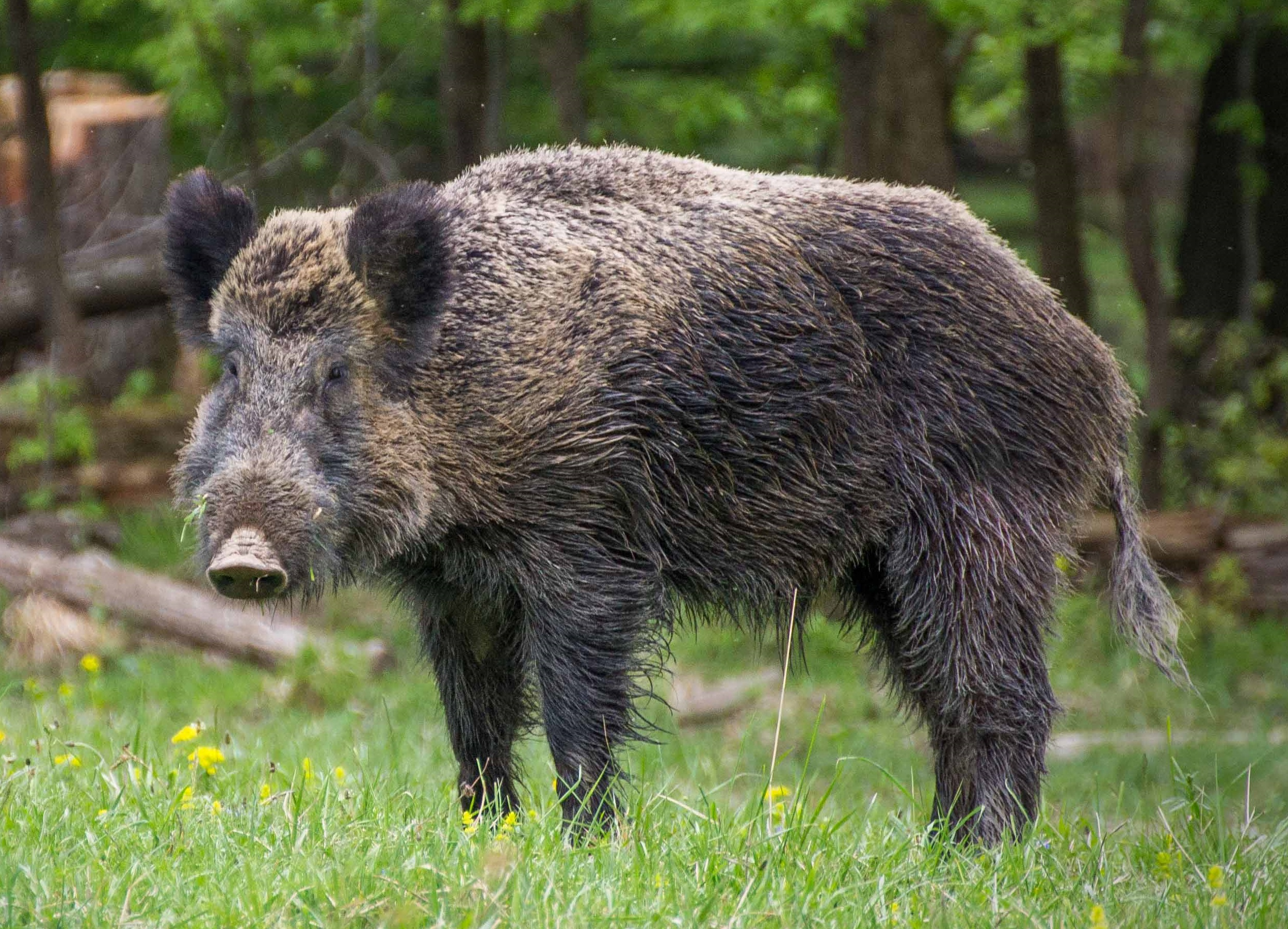
Центральноевропейский кабан

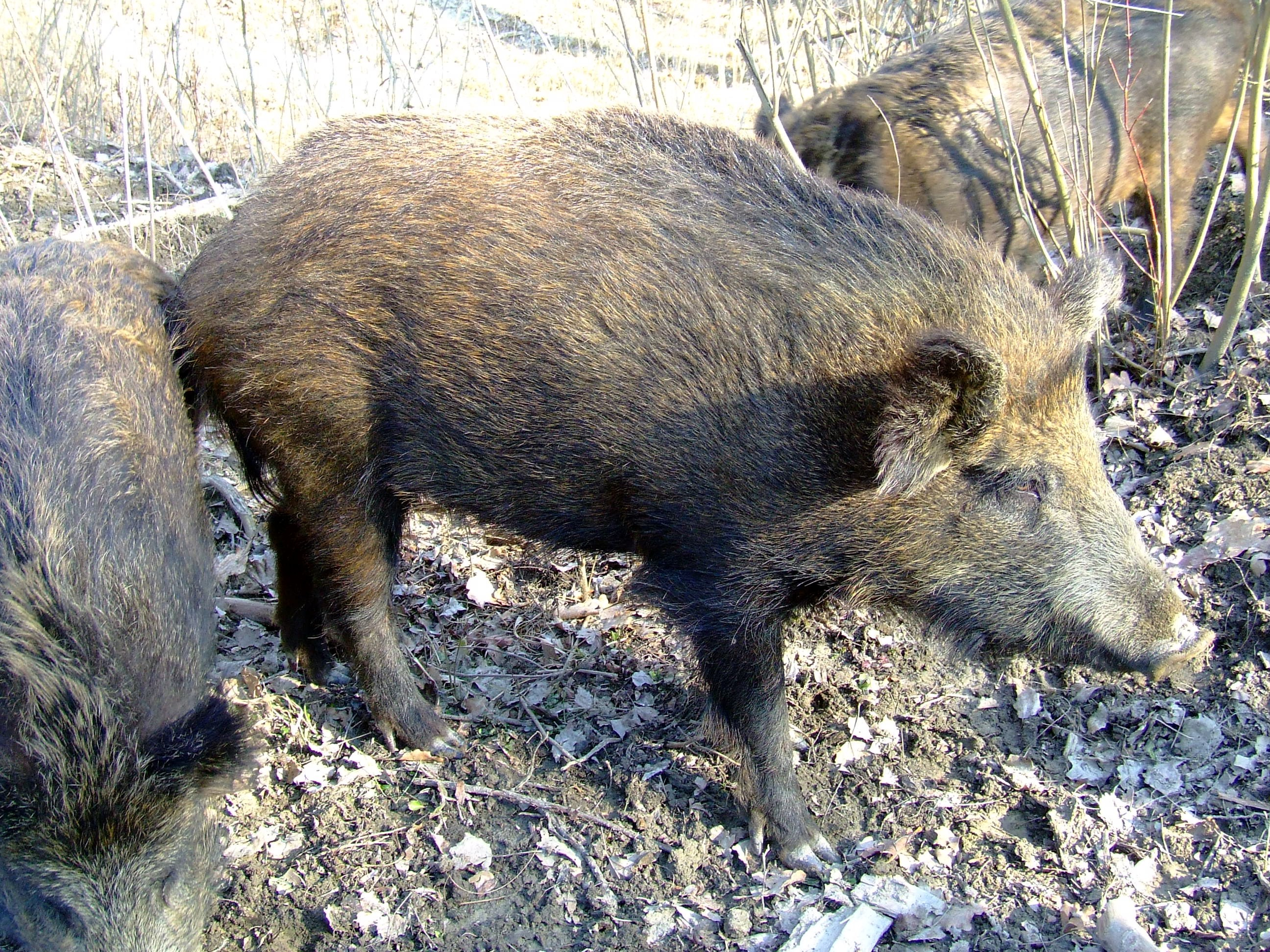
Карпатский кабан из Венгрии

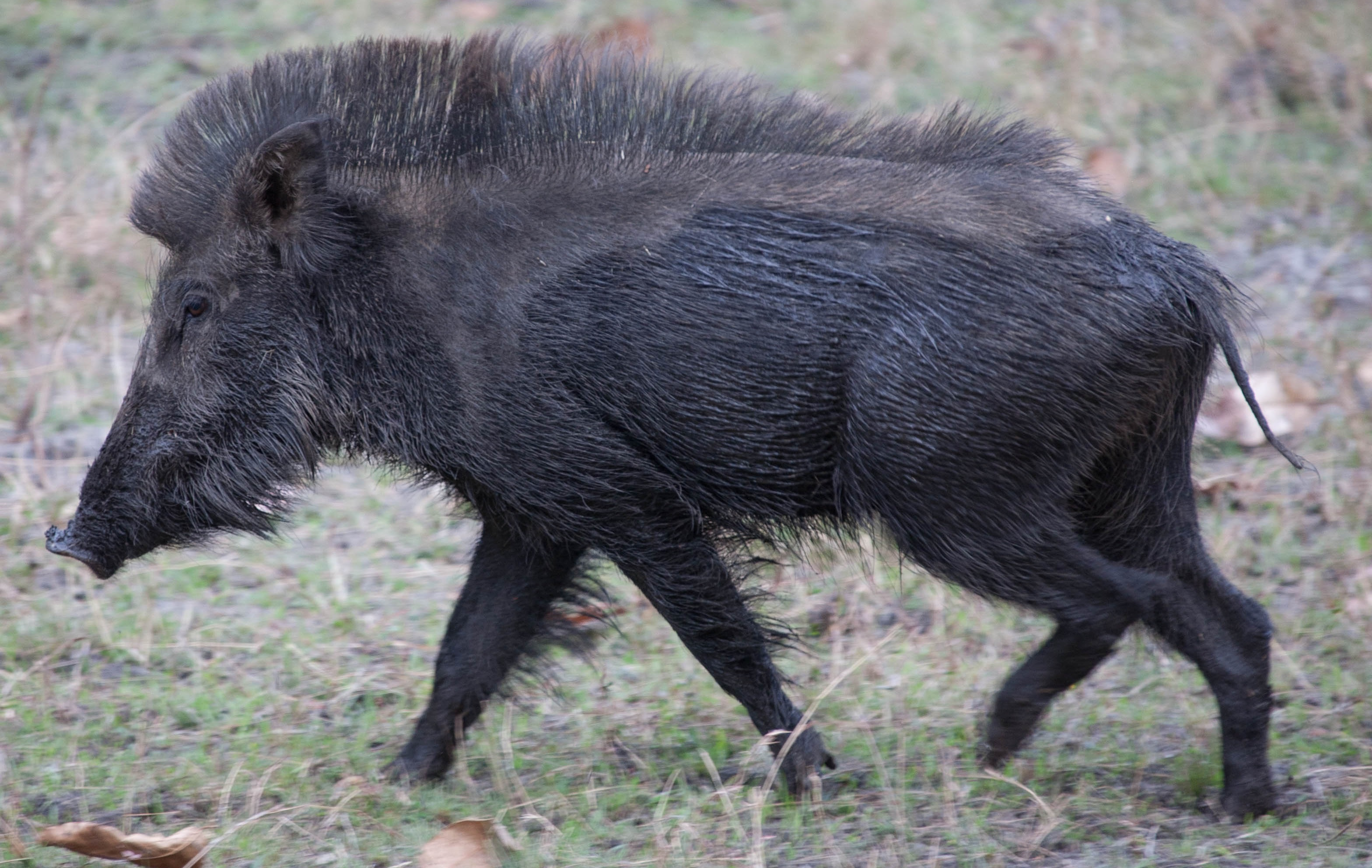
Индийский кабан

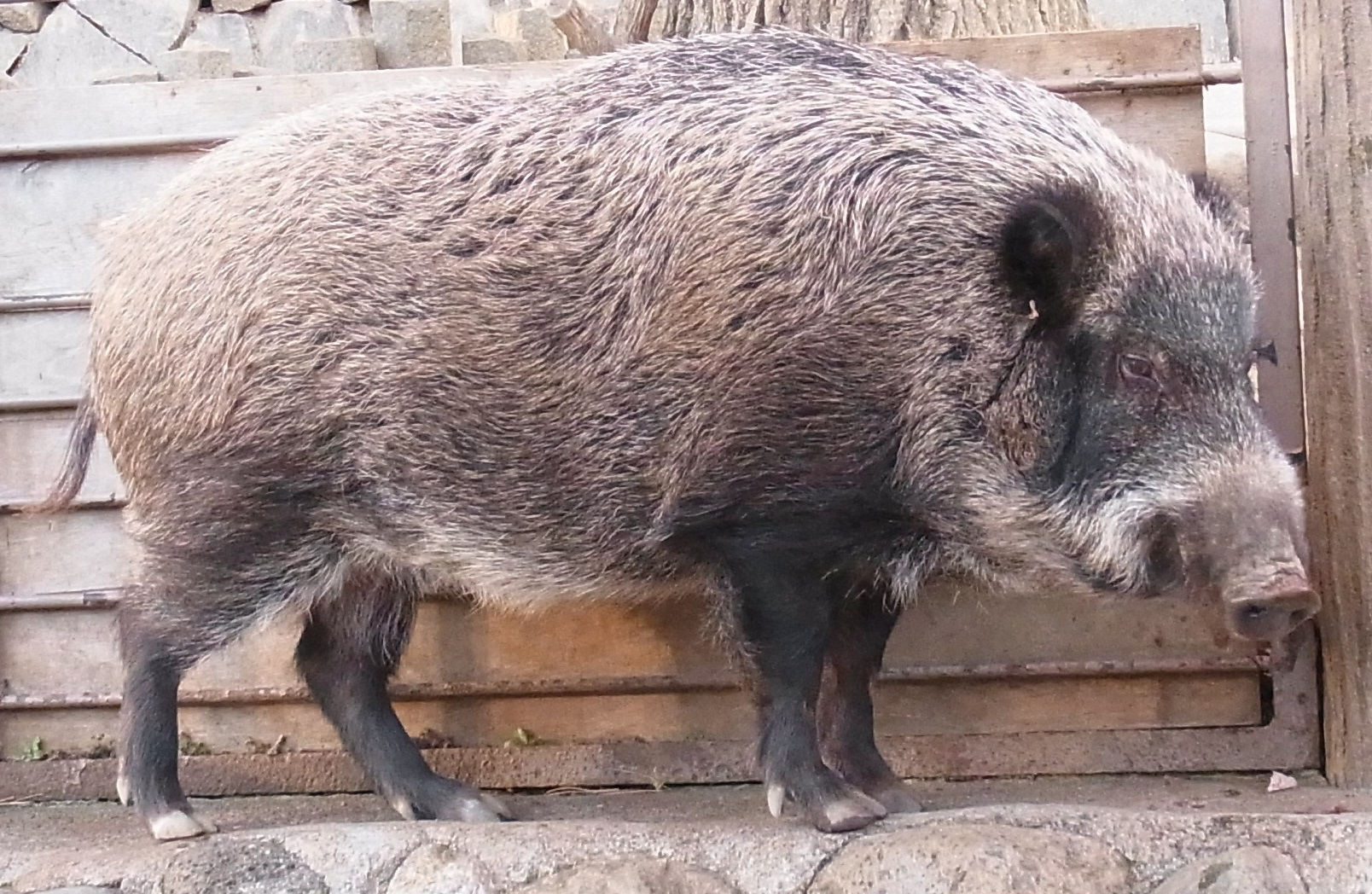
Японский кабан

Из-за вариативности местообитания — от зоны темнохвойной тайги до пустынь, а также всех горных поясов вплоть до альпийского — географическая изменчивость диких кабанов очень велика. Выделяют 16 подвидов Sus scrofa, которые объединяют в 4 региональные группы:
- Западные:
  - S. scrofa scrofa, или центральноевропейский кабан (распространённый в Испании, Италии, Франции, Германии, странах Бенилюкса, Дании, Польше, Чехии, Словакии и Албании)
  - S. scrofa majori, или маремский кабан (распространённый в Маремме, Италия)
  - S. scrofa meridionalis, или средиземноморский кабан (распространённый в Андалусии, на Корсике и Сардинии)
  - S. scrofa algira, или североафриканский кабан (распространённый в Тунисе, Алжире и Марокко)
  - S. scrofa attila, или карпатский (румынский, кавказский) кабан (распространённый в Карпатах, в том числе в Румынии, Венгрии и Украине, на Балканах, Закавказье, Кавказе, полуострове Малая Азия, побережье Каспийского моря и на севере Ирана)
  - S. scrofa lybicus, или анатолийский кабан (распространённый в Закавказье, Турции, Леванте, Израиле и на территории бывшей Югославии)
  - S. scrofa nigripes, или среднеазиатский кабан (распространённый в Средней Азии, Казахстане, восточном Тянь-Шане, западной Монголии, Кашгар и Афганистан и юге Ирана)
- Индийские:
  - S. scrofa davidi, или центральноазиатский кабан (распространённый в Пакистане, северо-западе Индии и юго-востоке Ирана)
  - S. scrofa cristatus, или индийский кабан (распространённый в Индии, Непале, Бирме, Таиланде и западной Шри-Ланке)
- Восточные:
  - S. scrofa sibiricus, или забайкальский кабан (распространён на берегу Байкала, в Забайкалье, северной и северо-восточной Монголии)
  - S. scrofa ussuricus, или уссурийский кабан (распространённый в восточном Китае, на берегах Уссурийского и Амурского заливов)
  - S. scrofa leucomystax, или японский кабан (распространённый в Японии (за исключением острова Хоккайдо и островов Рюкю)
  - S. scrofa riukiuanus, или рюкюйский кабан (распространён на островах Рюкю)
  - S. scrofa taivanus, или тайваньский кабан (распространён на Тайване)
  - S. scrofa moupinensis, или северокитайский кабан (распространён на побережье Китая на юг к Вьетнаму и на запад до Сычуани)
- Индонезийские:
  - S. scrofa vittatus, или малайзийский кабан (распространённый в полуостровной Малайзии, Индонезии от Суматры и Явы на восток до Комодо)

На территории России проживают центральноевропейский, карпатский, забайкальский и уссурийский подвиды.

## Образ жизни

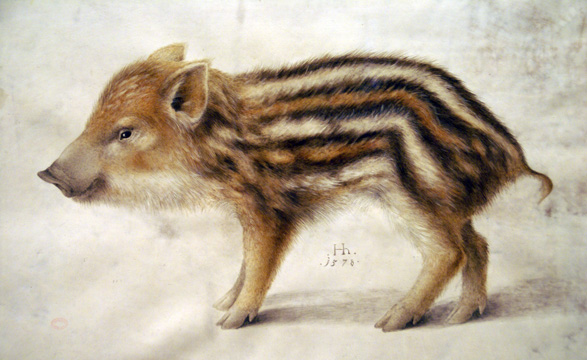
Кабанёнок на рисунке Ганса Гофмана 1578 года. Виден характерный полосатый маскировочный окрас.

Кабан населяет разнообразные биотопы лесной, степной и полупустынных зон. Кабан держится в богатых водой, болотистых местностях, как лесистых (предпочитая прежде всего широколиственные леса), так и заросших камышом и кустарником берегах водоёмов и т. п. Впрочем, кабаны также встречаются и в горах, поднимаясь до альпийского пояса. Также кабаны отмечаются и в местах присутствия человека, включая крупные города. Ряд современных мегаполисов сталкивается с нашествием кабанов. Дикие животные, поселившиеся в городе, стали проблемой для Рима, Берлина, Барселоны и Тель-Авива. В Берлине ежегодно отстреливают порядка 3 тысяч кабанов в городской черте, но это не приводит к снижению их численности.
Кабан — территориальное и социальное животное, формирующее стада с матриархальными порядками: основой стада является родство членов стада по материнской линии, особи связаны между собой материнско-детскими и братско-сестринскими отношениями. Опознают друг друга особи по запаху (притом, кабанихи-вожаки стада узнают своих поросят-дочерей по запаху даже через год после их ухода из стада) и голосу (в свою очередь, дочери узнают мать и по голосу и по запаху даже через два года после ухода из стада). Чаще всего стадо состоит из 6-16 особей, но во время гона и жировки количество особей увеличивается, максимального размера стада достигают весной (на это время приходится конец периода размножения), в дальнейшем, за счёт расселения молодых особей, стадо редеет. Старые самцы живут в основном поодиночке и присоединяются к стадам лишь во время спаривания. Члены стада проявляют неприязнь к особям-чужакам и препятствуют их внедрению в стадо; исключением являются половозрелые самцы-одинцы (последние успешно внедряются в любые группы кабанов, при этом не нарушая иерархической структуры стада, сложившейся среди взрослых самок). Самки обычно образуют небольшие стада из 10—30 самок, детёнышей, молодых и слабых самцов. В Европе иногда встречаются большие стада, насчитывающие до 100 особей. Стада могут перемещаться на большие расстояния, однако только в пределах своего участка обитания (могущего изменяться в размерах ввиду некоторых условий) и не мигрируя. Согласно исследованиям, проведённым в штате Южная Каролина и на острове Санта-Каталина (штат Калифорния), размеры участков обитания кабанов колеблются от 1 до 4 км², причём у самцов территории значительно больше, чем у самок. Плотность популяции в исследуемых областях составляла 1—34 особи на км². В бывшем СССР участки самцов-одиночек летом по площади достигают 10 км², в то время как зимой площадь сокращается до 0,5-2,5 км². Лишь в голодные годы кабаны могут уходить на расстояния в 100—200 км.

### Размножение
Как правило, кабаны ограниченно полигамны, так как на одного вепря мужского пола приходится от одной до трёх самок. Обычно кабанихи участвуют в гоне, начиная со второго года жизни, а особи мужского пола — лишь с четвёртого-пятого года. Сроки периода гона растянуты примерно с октября по февраль, но наибольшая активность наблюдается в ноябре-феврале. Между самцами в это время происходят ожесточённые драки за самок с использованием своих острых клыков, зачастую в них нередко получают ранения или вовсе погибают. Течка у самок длится два-три дня с промежутком в 21-31 день. Беременность длится около 18 недель (от 112 до 136 дней, чаще всего около 120 дней).

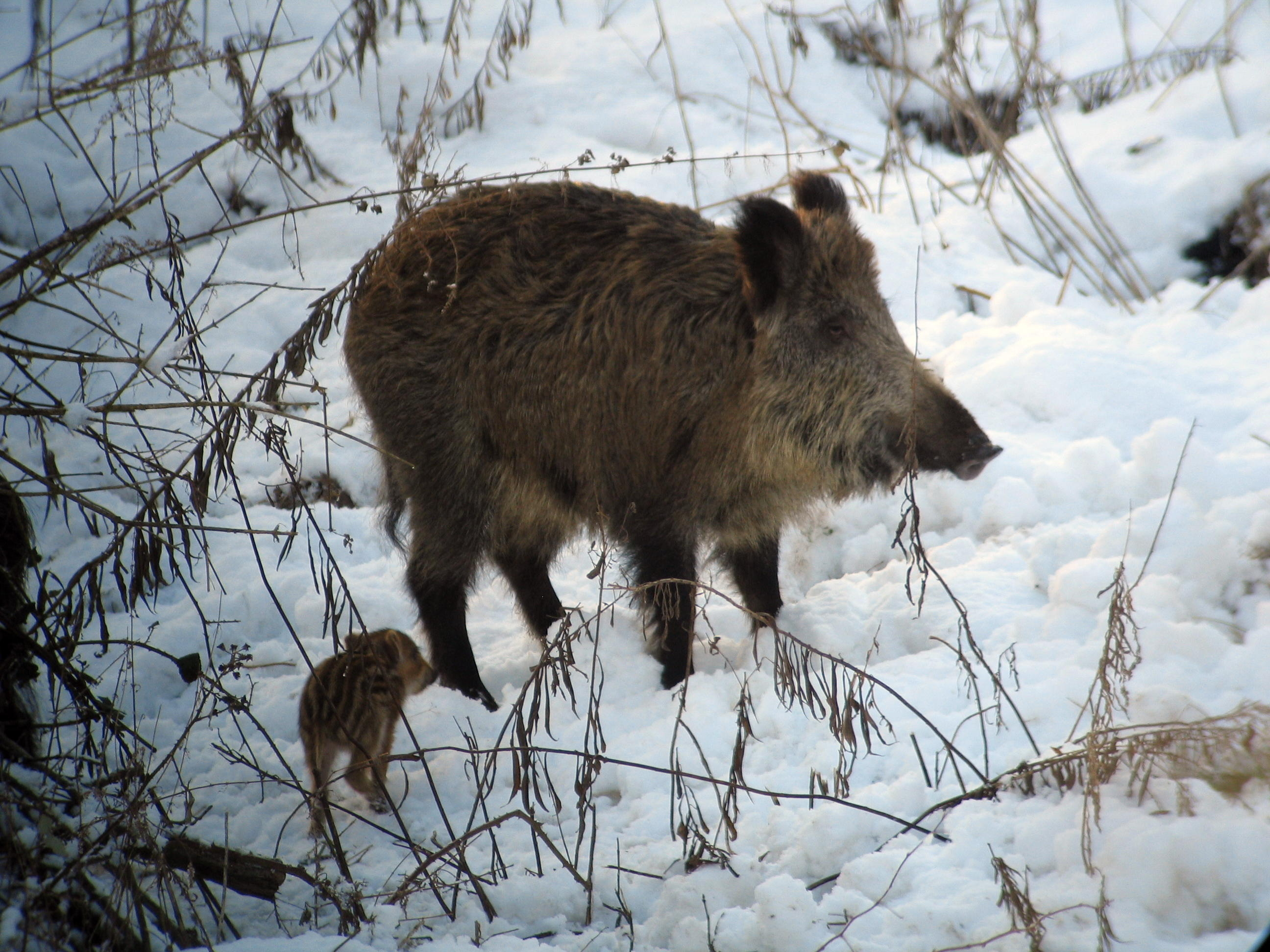
Самка кабана с поросёнком

Опорос происходит раз в год, в марте-июне, число поросят в среднем 4—6, а максимум 10 (численность выводка может резко колебаться в 2—3 раза). При этом у свиноматки 5 пар сосков, но в первой паре практически нет молока. Новорождённый поросёнок весит от 600 до 1650 г, обычно его масса составляет около 850 г (по другим данным, вес чаще всего составляет 500—800 г), у него уже есть молочные резцы и клыки. В первое время поросята окрашены продольными белыми, чёрно-бурыми и жёлтыми полосами, помогающими маскироваться в лесной подстилке; через 4—5 месяцев цвет постепенно меняется на обычный однотонный тёмный. Самка заботливо охраняет детёнышей и бешено защищает их от врагов; поначалу вепрь возвращается к ним каждые 3—4 часа. Первую неделю жизни поросята не покидают своё жильё (подобие гнезда из веток, листьев и травы) и тесно прижимаются друг к другу. С недельного возраста они начинают выходить с матерью на прогулки, к возрасту 3 недели они уже усваивают привычки взрослых особей. Мать вскармливает поросят до 3,5 месяцев, а к четвёртому месяцу пропадает ювенильный полосатый окрас. К 6 месяцам полностью прорезаются все молочные зубы. К осени масса поросят составляет 20—30 кг. Коренные зубы полностью формируются к 2—3 годам. Половой зрелости кабаны достигают приблизительно в 1,5 года от роду, ко следующей весне после рождения, и летом-осенью покидают мать (по другим данным, половой зрелости кабаны достигают в два года, а часть самок и вовсе в возрасте одного года). Более 85 % поросят, перезимовавших вместе с матерью, согласно результатам исследований, включавших в себя мечение животных, покидают место рождения и переселяются на новые территории Сначала молодые кабаны уходят из стада вне зависимости от пола (это происходит вследствие нарастающего антагонизма между ними и беременными самками, требующими уединения перед опоросом; а также самками с поросятами (как и сеголетками, так и прошлогодними)), затем происходит распад самого выводка: друг от друга отмежеваются самки-сёстры и самцы-братья. При этом молодые самцы покидают стада ещё до начала периода гона, и в возрасте 1,5 года уже ведут одиночный образ жизни. Яловые, то есть, не спарившиеся в этом году самки не отгоняют из стада прошлогодних поросят, но к концу лета с ними держатся лишь их непосредственные детёныши — годовалые самки.
Взрослыми кабаны становятся в возрасте 5—6 лет. Старые секачи, живущие поодиночке (одинцы на жаргоне охотников (ед. ч. — оди́нец)) представляют для человека наибольшую опасность, поскольку в этом возрасте они становятся очень раздражительными и склонными к нападению. Длительность жизни животного может достигать 14 лет в природе и 20 лет в неволе и охраняемых территориях.
Главным естественным врагом кабана является волк (в Беловежской пуще кабаны являются их основной добычей), а в Южной Азии и на Дальнем Востоке — также тигр и леопард, которые, впрочем, редко нападают на старых крупных самцов. На индонезийских островах Комодо, Флорес и Ринча опасность для кабанов представляет комодский варан. Кроме того, на кабанов охотятся рысь и бурый медведь. На маленьких поросят могут нападать крупные змеи, хищные птицы, кошачьи и другие животные. Матка самоотверженно защищает своих поросят от опасности. Именно самки и поросята чаще всего становятся жертвами хищников, самцы же гибнут от них гораздо реже.
Кроме того, кабаны подвержены многим болезням, в частности, страдают эпизоотиями (в частности, ящуром), могущими передаваться и к домашним свиньям.

### Поведение

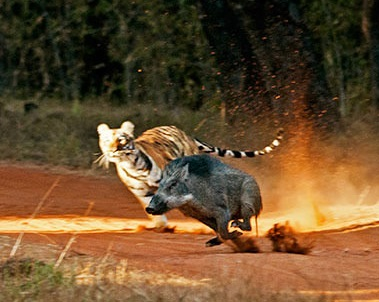
Тигр преследует индийского кабана

Движения кабана неуклюжи, но быстры. Кабан превосходно плавает и может проплывать значительные расстояния (так, в 2013 году один вепрь доплыл от Франции до принадлежащего Великобритании острова Олдерни, находящегося в составе Нормандских островов далеко на севере от материка). Также кабан хорошо перемещается в лесной чащобе, зарослях и по мягким болотистым грунтам. Однако в снегу он перемещается гораздо хуже, его копыта «тонут» в снегу. Обильный, больше 50 см, снеговой покров, и длительный снегостой являются препятствиями для кабанов, ограничивающими расселение вида. Кроме того, именно в холодные многоснежные зимы кабаны чаще всего страдают от волков. Зрение развито слабо: кабан не различает цветов и не способен увидеть человека, стоящего в 15 метрах от него. При этом очень хорошо развиты обоняние, вкус и слух. Кабаны осторожны, но при этом смелые и бесстрашные: будучи разъярёнными, ранеными или защищая поросят, могут напасть. Убегать от кабана бесполезно, так как он сам достаточно быстр, он способен развивать скорость до 40 км/ч. Если кабан увидел человека и готовится напасть, лучшим вариантом будет медленно и тихо уйти. Атакует кабан на бегу, стараясь нанести удар своими клыками. В этом случае, если животное приближается, следует отскочить в сторону — в большинстве случаев кабан прекратит нападать и убежит обратно.
Поскольку кабаны восприимчивы к серьёзным изменениям температуры, они много валяются в грязи, что не только защищает их от насекомых и ожогов, но и помогает поддерживать эффективную температуру тела. Эта черта поведения перешла и к домашним свиньям. Такая «купальня» обязательно присутствует на территориальном участке. Также в его состав входят деревья-«чесалки», об стволы которых кабаны регулярно чешутся. Будучи активными тёмное в сумеречное время суток (хотя в дождливые и туманные дни активность наблюдается и днём, и ночью), на севере ареала в летнюю пору днём кабаны отлёживаются и спят в выкопанной яме глубиной до 30—40 см, дно которой зимой выстилается листьями, лапником, мхом и ветошью (летом дно лёжки — голая земля); иногда устраивается общее логовище, групповые лёжки. Лёжки устраиваются в зарослях или под ветвями деревьев, как и для одиночных особей, так и для выводка и всего стада. К вечеру кабаны выходят для купания и на поиск пищи. Зимой же кабан кормится днём. Иногда кабан купается и зимой, для этого разламывая лёд.
Кабаны устойчивы к ряду ядовитых растений, а также имеют мутацию никотинового ацетилхолинового рецептора, защищающую их от змеиного яда. Помимо кабанов, модификации со сходным эффектом имеют только три группы млекопитающих — медоеды, настоящие ежи и мангустовые.
Вокализация у кабана аналогична таковой у домашней свиньи: хрюканье и визжание. Звуки, издаваемые кабаном, можно разделить на контактные, тревожные и боевые. При нападении собак или приближении волка кабан издаёт гортанный звук. Натуралист и исследователь Кавказа Николай Динник описывает этот звук как «ду-ду-ду» или «о-о-о». Взрослые самцы во время драки или нападения на них могут издавать угрожающий, пронзительный рёв. Во время ранения, в отличие от домашних свиней, кабаны не визжат (изредка, будучи ранеными, могут визжать самки и поросята). Наиболее «голосисты» кабаны во время периода гона, тогда можно услышать весь спектр издаваемых этими животными звуков. Во время сна кабаны могут храпеть.

### Питание

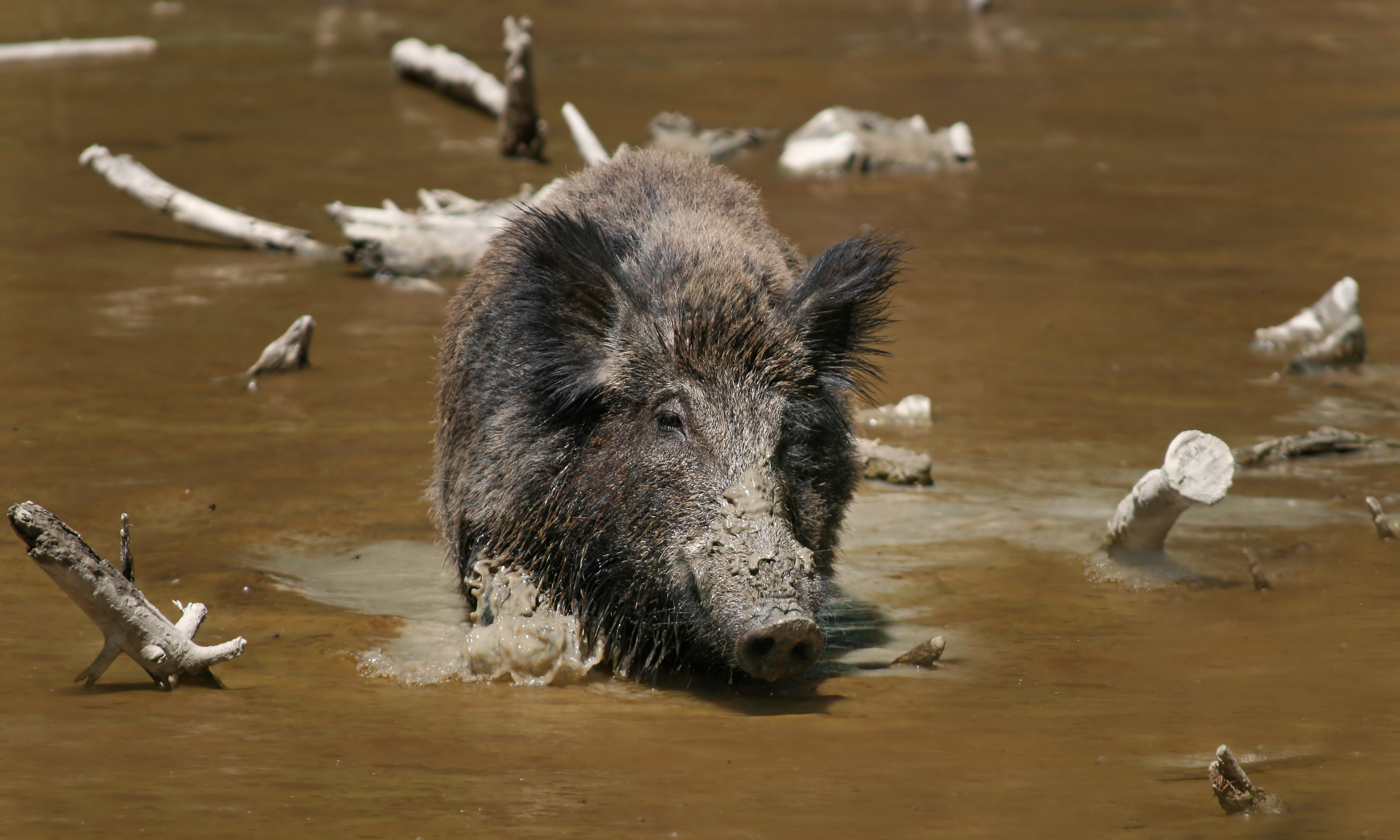
Кабан, валяющийся в грязи, Бавария (Германия)

Кабан — всеядное животное, при том во всеядности кабаны могут сравниться с человеком. Рацион состоит преимущественно из растительной пищи — на протяжении всего года это клубни, корни, корневища, луковицы; летом и осенью возрастает доля плодов (в частности, диких яблок и груш), желудей, семян, орехов, ягод, грибов; наконец, зимой животное часто вынуждено довольствоваться корой деревьев, ветошью, побегами и т. п. Также рацион кабана включает в себя различных мелких животных (черви, моллюски, лягушки, ящерицы, змеи, грызуны, насекомоядные, яйца птиц и личинки насекомых) и падаль. Зимой снегостой предохраняет почву от сильного промерзания, чем и пользуются кабаны, добывая таким образом подземные пищу и воду. Интересно, что из опавших плодов деревьев кабаны поедают только самые спелые. Соотношение растительной и животной пищи разнится в зависимости от сезона и природных условий. Кабаны национального парка Уджунг-Кулон на острове Ява живут в основном за счёт вегетарианской плодоядной диеты, включающей около 50 различных видов фруктов. Кабаны, проживающие в дельте Волги и близ водоёмов Казахстана, употребляют довольно много рыбы, включая карпа и воблу, а также корни ферул и диких тюльпанов и мелкой птицы и грызунов. А у кабанов Сибири и Дальнего Востока в рационе велика роль кедровых орешков, желудей, грызунов и падали.
Кабан прожорлив; также обильно пьёт воду (в сутки кабан пьёт до 7 литров воды). 50-килограммовому кабану требуется около 4000—4500 килокалорий в сутки. В сутки кабан может потреблять от 3 до 6 кг корма (а по другим данным — и вовсе до 12 кг), в среднем добывая из лесной подстилки или почвы около 2/3 своего пропитания. Изредка кабаны нападают на птиц и зайцеобразных, очень редко — и на довольно крупных животных, больных или раненых, например, ланей, косуль, даже оленей, убивают и поедают их. Известны случаи каннибализма: кабаны могут поедать так и мёртвых сородичей, так и добивать для этого живых раненых.
Кабан очень громко ест, он раскусывает и перетирает зубами свою пищу («хряпает» на жаргоне охотников).
Пищеварительная система по сравнению с остальными китопарнокопытными относительно просто устроена.

## Кабан и человек

### Охота на кабана

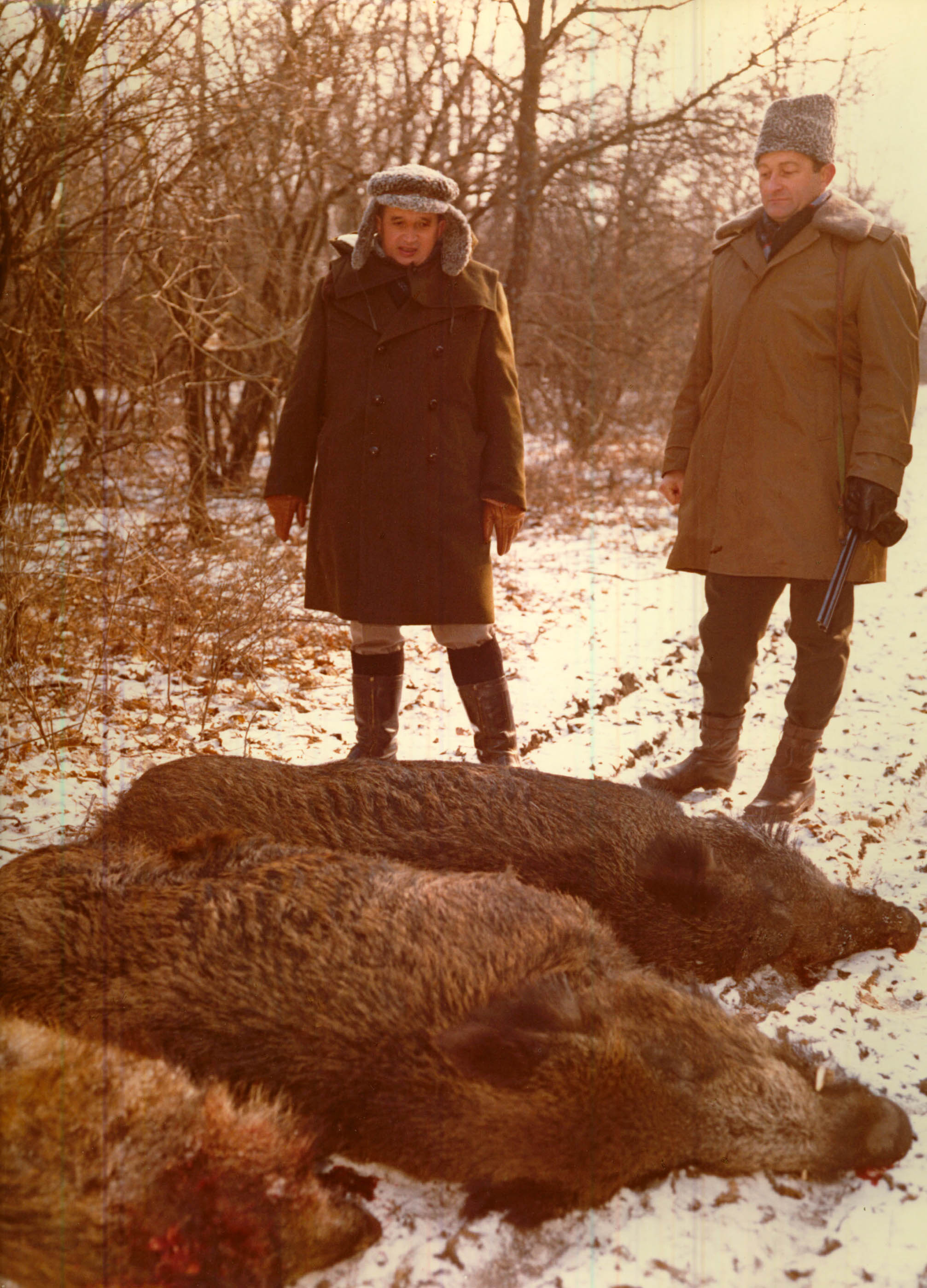
Николае Чаушеску на охоте, с тушами добытых им кабанов

Кабан — ценное промысловое животное. Издревле человек охотился на него с целью добычи щетины, шкуры, кожи, мяса и сала. Также кабан является объектом спортивной охоты, клыки самцов служат трофеями. В России вплоть до прихода советской власти организованного промысла не существовало, плановая заготовка промысла на кабана начала проводиться в СССР в октябре 1930 года, и уже в начале 1930-х годов началась активная заготовка кабаньих шкур. Чаще всего на кабанов применяется охота из засидок и загонная охота. Гонят дикого кабана окриками «Ач-ач!»

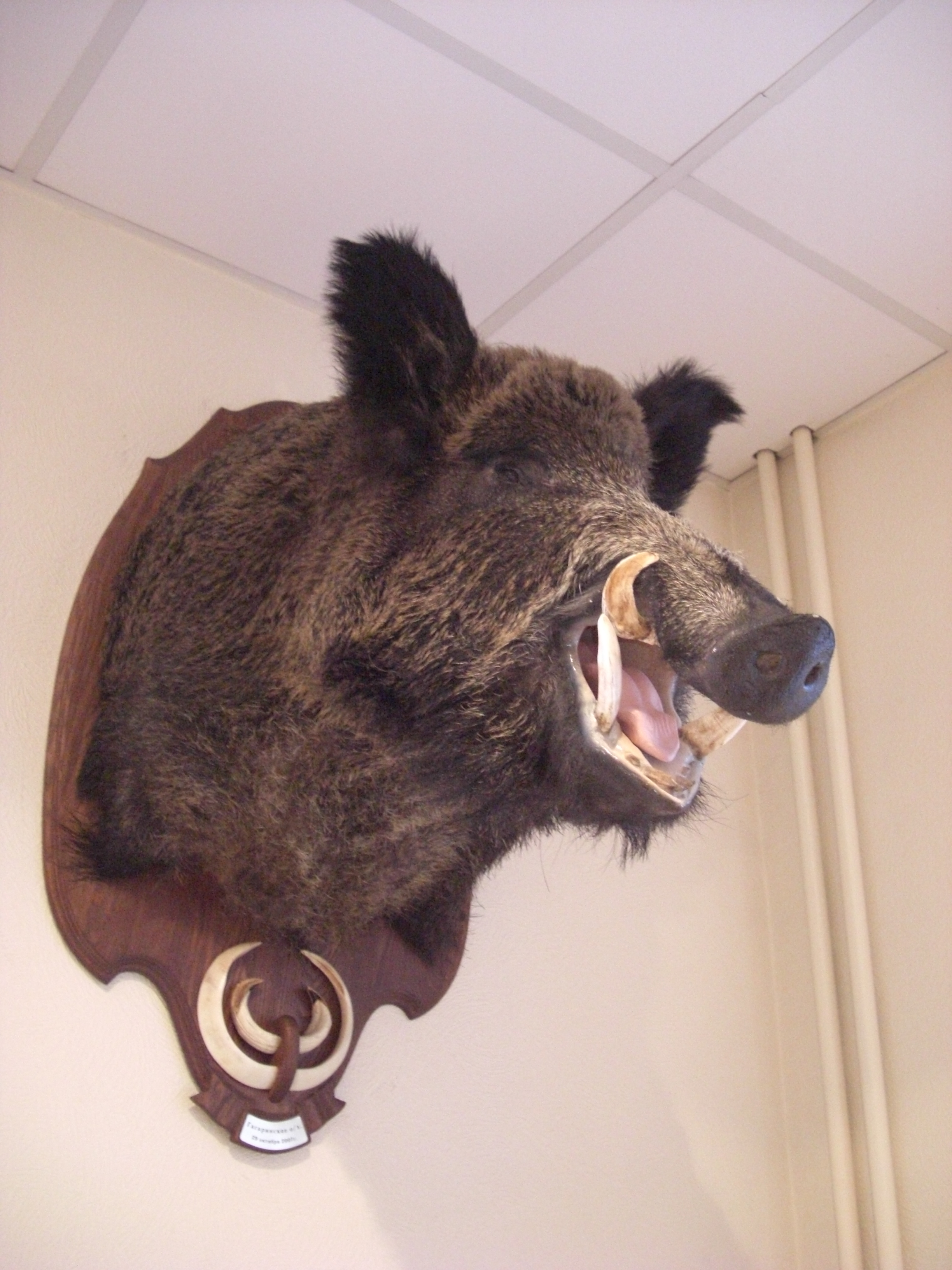
Крупный секач — престижный трофей

Охота на кабанов сопряжена со значительной опасностью, так как они нередко бросаются на охотников, причём секачи наносят своими мощными клыками рваные раны. Самки же, у которых клыки менее развиты, чем у самцов, сбивают неосторожных охотников с ног и бьют их передними копытами. Поэтому при загонной охоте охотники располагаются на вышках (лабазах), где животных поджидают, когда они придут на подкормочную площадку (как правило, ночью), и которые обеспечивают безопасность для охотников ввиду того, что кабаны не могут их сбросить оттуда. Стреляют в этом случае с близкого расстояния. На вышку следует забираться до захода солнца, чтобы запах человека успел выветриться. Также кабанов подкарауливают у троп, по которым животные выходят на кормёжку.
Помимо загона, на кабанов охотятся с притравленными на них собаками (гончими и другими породами с примесью гончей крови). Травля кабана также может представлять опасность и для самих собак. Кроме того, во время дневного сна на лёжке или на жировке на кабана можно охотиться и скрадом. В этом случае, помимо маскировки, охотник должен приложить усилия, чтобы животное его и не учуяла и не услышало, поэтому крадутся против ветра, так как в противном случае ветер может донести до кабана запах человека (особенно кабан не терпит запах табака, алкоголя, духов, скипидара и т. п.). Подкрадываться к кабану на близкое расстояние очень сложно, поэтому при охоте скрадом используется дальнобойное оружие. Также используется способ охоты облавой, в начале XX века бывший наиболее распространённым на Кавказе и на западной окраине России/СССР.
В азиатской части бывших Российской империи и СССР (где кабаны водятся не только в лесах, но и в камышовых зарослях) в старину была распространена конная охота на кабанов: преследуемых животных, выпугнутых из камышей, охотники застреливали на всём скаку. Такой способ охоты применялся прежде всего коренными народами, иногда русскими.
При охоте на кабанов применяются патроны с пулями. Как и в случае с другими крупными животными, в качестве оружия, в частности используются нарезные штуцеры с калибром 8; 9,3 и 9,53 мм. В случае с гладкоствольным оружием обычно используется 12 калибр. Стреляют в кабана в бок, под лопатку в районе сердца (особенно при скрадывании и травле собаками) или в голову, рядом с глазами и ушами.
В дореволюционной России была разрешена круглогодичная охота на кабана в европейских губерниях (в частности, царстве Польском, Курляндии и Астраханской губернии, а также в некоторых округах и отделах Кубанской и Терской областей), в остальной же части сезон охоты проводился с 29 июня по 1 марта. В Советском Союзе сезон длился с сентября по январь, отстрел осуществлялся по лицензиям. В середине 1980-х в СССР ежегодно добывалось примерно 50 тысяч кабанов.

### Влияние на хозяйственную деятельность
Разрыхляя значительные площади почвы, кабаны способствуют заделке семян, а тем самым возобновлению древесных пород. Кроме того, кабаны уничтожают лесных насекомых, наносящих вред сельскому хозяйству: таких, как пяденица сосновая и майский жук. С другой же стороны, в голодные годы местами они сами наносят ущерб сельскому хозяйству, разрывая, поедая и вытаптывая посевы зерновых и бахчевых культур, а также картофеля и репы. Зачастую они ломают и молодые деревья.

### Одомашнивание

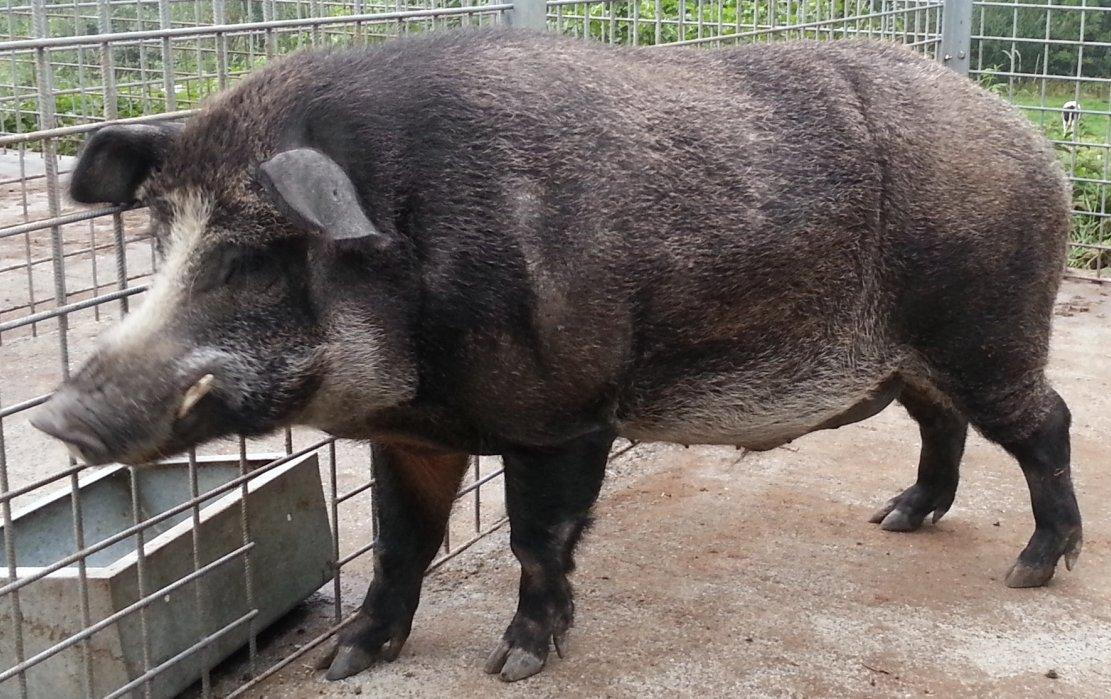
Гибрид дикого кабана и домашней свиньи

Считается, что родоначальниками современных домашних свиней являются кабаны Месопотамии, Малой Азии, Европы и Китая, одомашненные в ходе неолитической революции. Археологические находки свидетельствуют, что уже 13 000—12 700 лет назад дикие свиньи начали одомашниваться на Ближнем Востоке в районах бассейна Тигра. Первоначально их содержали в полудиком состоянии на воле, подобно тому, как свиньи содержатся и сейчас на Новой Гвинее.
Фоссилии свиней, датируемых как жившие более 11 400 лет назад, были найдены на Кипре. На остров свиньи могли попасть только с материка, что предполагает передвижение вместе с человеком и одомашнивание. Исследование ДНК из зубов и костей свиней, найденных в европейских поселениях эпохи неолита, показывает, что первые домашние свиньи были завезены в Европу с Ближнего Востока.
Это стимулировало одомашнивание европейских диких свиней, что привело к вытеснению пород ближневосточного происхождения в Европе. Независимо от этого происходило одомашнивание свиней в Китае, которое имело место около 8000 лет назад (по другим данным, в восьмом тысячелетии до н. э.).
Высокая приспособляемость и всеядность кабанов позволила первобытному человеку одомашнить их весьма быстро. И сейчас кабаны легко привыкают к человеку и одомашниваются (также легко дичают и домашние свиньи). Свиньи разводились главным образом ради вкусного мяса, но использовались также и шкуры (для щитов), кости (для изготовления орудий труда и оружия) и щетина (для кистей). В Индии, Китае и некоторых других местах кабаны доместицировались также для поедания человеческих отходов — так называемого свиного туалета.

### В геральдике

Геральдический вепрь

В геральдике кабан, вепрь — эмблема мужества и неустрашимости, почти всегда изображается чёрного цвета и в профиль. Иногда представляется одна кабанья голова (фр. la hure); причём при описании отдельно обозначается цвет глаз и клыков животного (фр. les defenses). Белый кабан являлся нагрудной эмблемой Ричарда III. На его коронацию в 1483 году было заказано 13 000 таких значков. По этой причине противники называли Ричарда «кабаном» или «боровом». После поражения короля в битве при Босворте владельцы гостиниц сменили эмблему белого кабана на синего. Также вепрь выступает на гербах многих муниципалитетов (общин и городов) стран Европы.

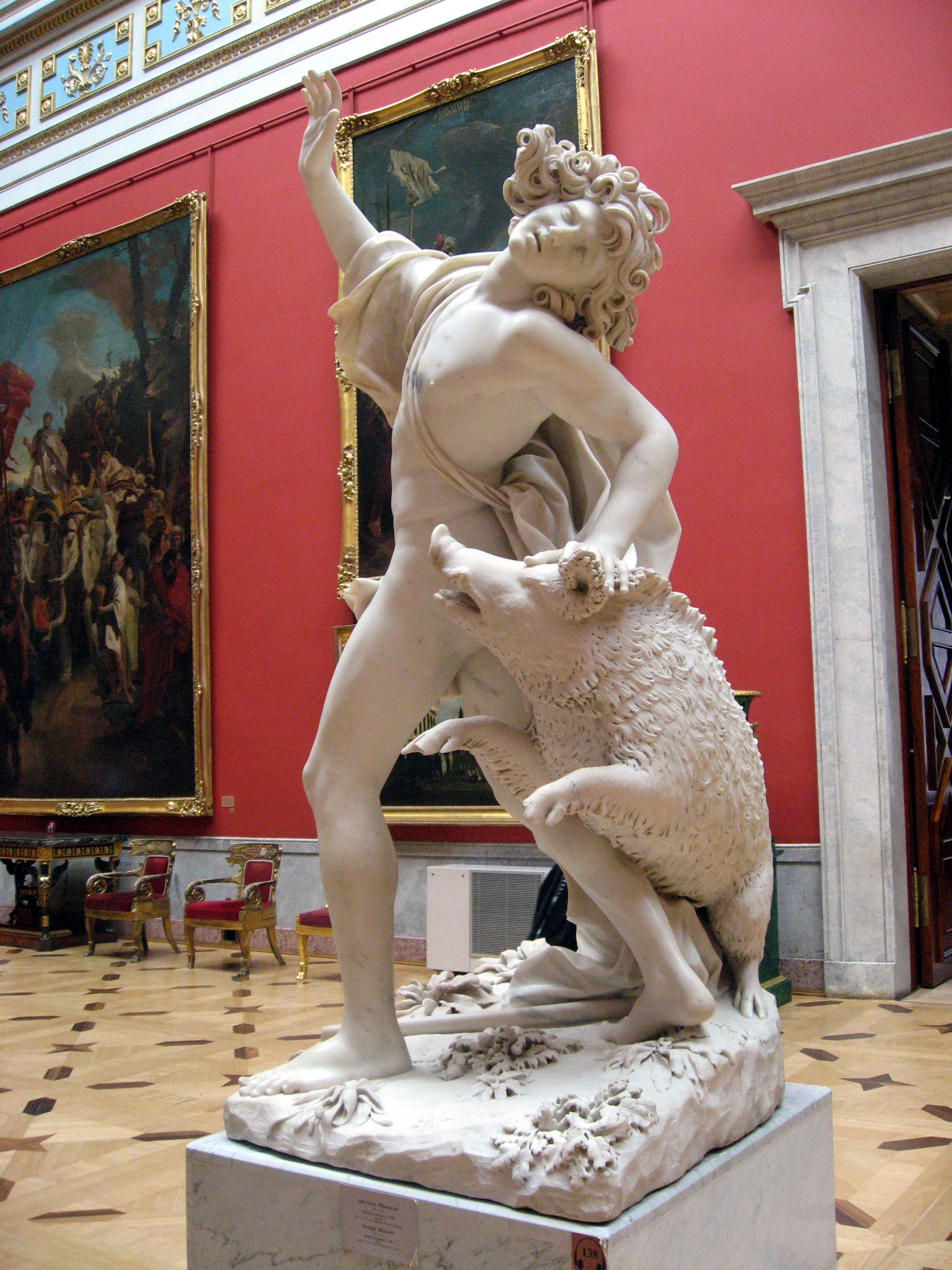
Джузеппе Маццуоли. «Гибель Адониса», мрамор, 1700—1709. Государственный Эрмитаж

- Эриманфский вепрь
- Хильдисвини
- Сехримнир
- Гуллинбурсти
- Вараха, Калки
- Вепрь Ы